# Abraham N. Poliak
Abraham Nachum Poliak (hebräisch אַבְרָהָם נַחוּם פּוֹלַק Avraham Nachūm Pōlaq, auch
פּוֹלָאק Pōlāq; * 2. September 1910 in Kiew; † 8. März 1970 in Tel Aviv) war ein israelischer Historiker und Professor für mittelalterliche Geschichte an der Universität von Tel Aviv.

## Leben
Bereits 1923 emigrierte er mit seiner Familie nach Palästina. Poliak vertrat wie vor ihm schon Hugo von Kutschera und andere die Auffassung, dass die Aschkenasim mehrheitlich Nachfahren der Chasaren, sprich eines türkischen und nicht semitischen Ursprunges, seien.

## Schriften
- Feudalism in Egypt, Syria, Palestine and Lebanon, 1250–1900. Royal Asiatic Society, London 1939; Reprint Porcupine Press, Philadelphia 1977
- The Khazar Conversion to Judaism, Essay in der hebräischsprachigen Zeitschrift Zion, 1941
- Haj-Jiššūv ha-ʿivrī be-mozʾej ham-Milchamah (Nebentitel: „The Jews of Palestine at the war's end“). Sifrijjat Poʿalim, Merchavia 1945
- Chasarijjah: Toldot Mamlachah Jehudit be-Ejropa („Chasaren – Die Geschichte eines jüdischen Königreichs in Europa“). Mossad Bialik, Tel Aviv 1951